# Grenadier commun
Pour les articles homonymes, voir Grenadier.
Punica granatum · Grenadier
Espèce
Classification phylogénétique
Statut de conservation UICN

 LC  : Préoccupation mineure
Le grenadier commun ou grenadier (Punica granatum) est une espèce de plantes à fleurs de la famille des Lythracées. C'est un arbre fruitier, cultivé depuis la plus haute Antiquité pour ses fruits comestibles (les grenades) et pour les qualités ornementales de ses grandes fleurs.

## Description

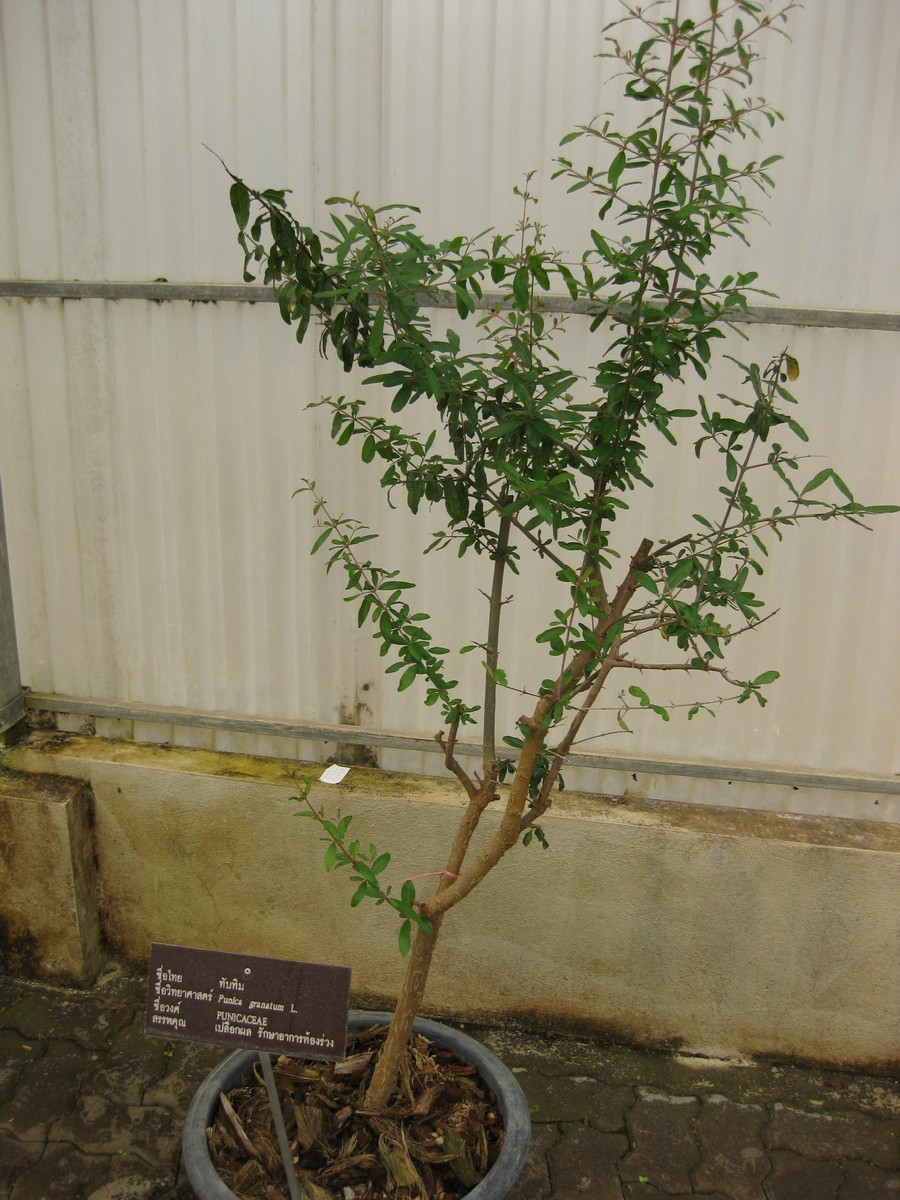
Jeune arbre, au jardin botanique de la reine Sirikit, en Thaïlande.

C'est un petit arbre monoïque autofertile à port arbustif qui peut atteindre 6 m de haut.
Il peut vivre jusqu'à 200 ans mais est le plus productif en fruits dans ses 20 premières années de fructification.
Son écorce est gris beige et a tendance à se crevasser et à desquamer avec l'âge.
Ses feuilles généralement caduques, même si certaines variétés sont persistantes sous certains climats, sont opposées et mesurent 3 à 7 cm de long sur 1 à 2 cm de large.
Ses fleurs rouge vif mesurent 3 cm de diamètre. Elles apparaissent en trois vagues de mai à août,,,,. Les fruits de la première floraison sont ceux ayant un meilleur taux de nouaison (90 %) et qui donnent les plus gros fruits. Seul 1/3 des fleurs donne un fruit car les 2/3 des fleurs sont mâles.
Ses fruits, les grenades, sont des baies jaunes à rouge orangé contenant en moyenne 600 semences pulpeuses. La couleur des fruits n'indique pas le degré de maturité des semences. En effet, certaines variétés donnent des épidermes bien rouges bien avant la maturité. Selon les variétés, la maturité des fruits est atteinte entre 5 et 8 mois après la floraison.

## Galerie

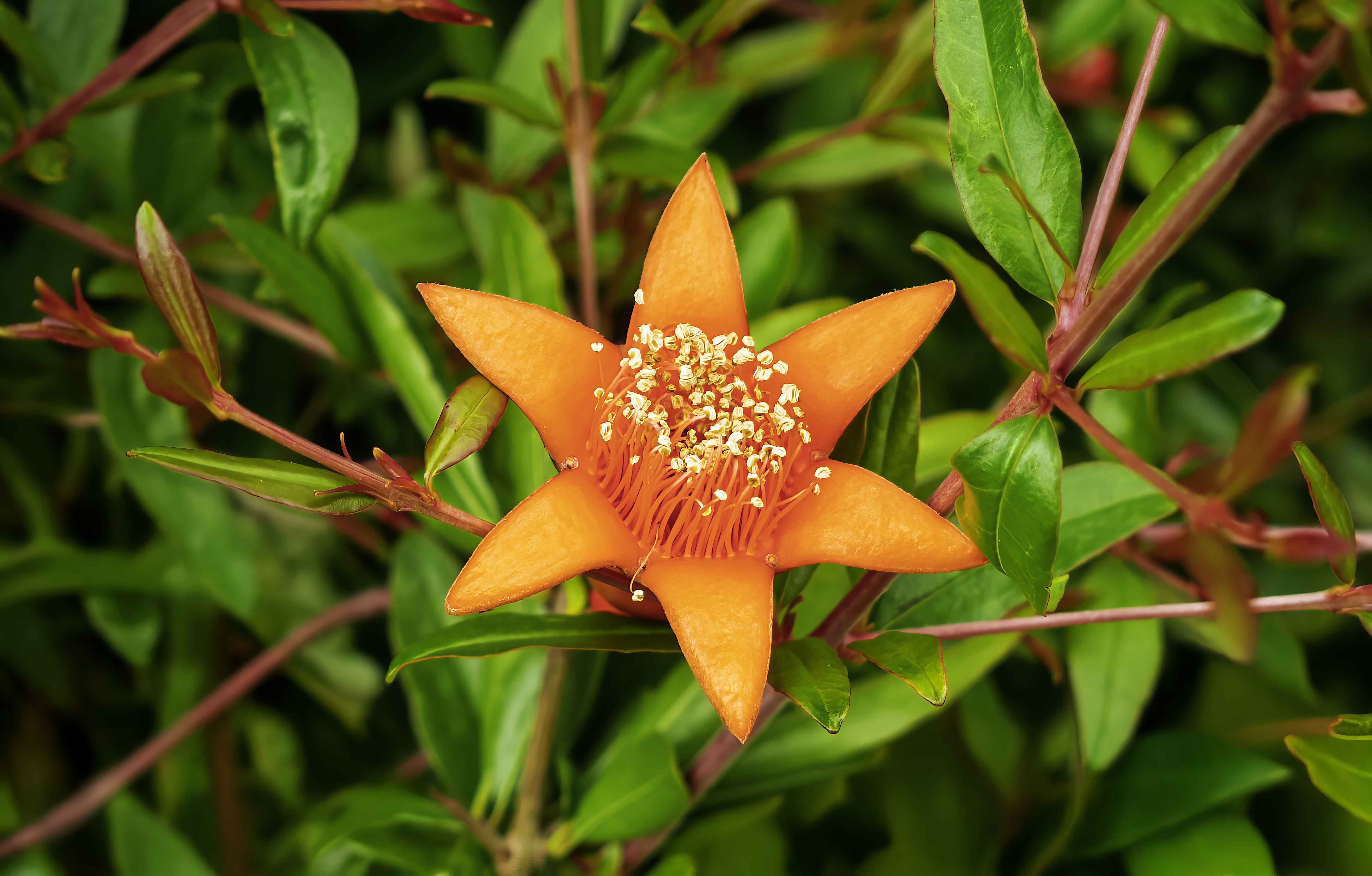
Fleur mâle de grenadier.
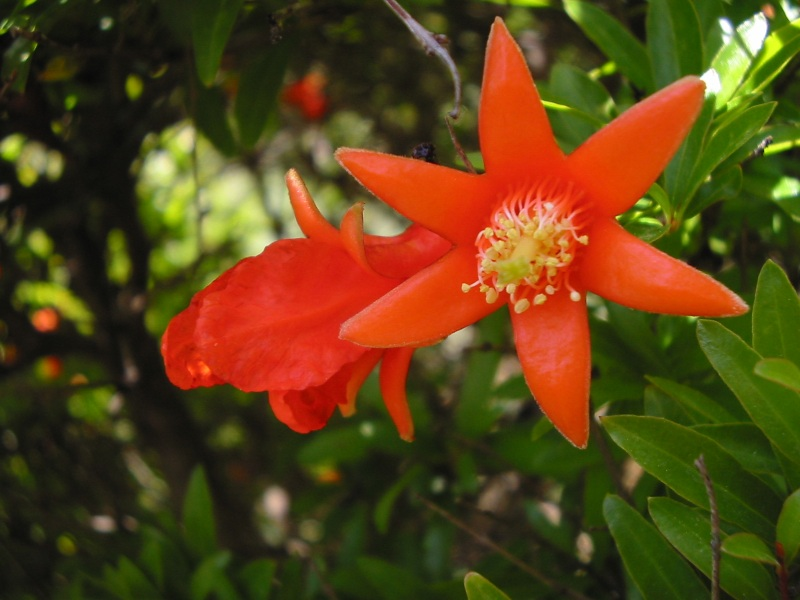
Les fleurs femelles sont reconnaissables à leur pistil qui dépasse des étamines.

## Historique
Le grenadier commun est indigène aux pays situées dans la région de l'Iran. Les formes spontanées de grenadier Punica granatum se rencontrent en Asie centrale dans une zone qui va du nord de l'Iran, de la Transcaucasie au Turkménistan, jusqu’au nord de l'Inde, elles seraient originaires des parties montagneuses de l'Asie centro-occidentale. La seconde espèce du genre Punica, Punica protopunica, existe sous forme de micro population relique sur l'île de Socotra, elle est considérée être l'ancêtre du genre dont l'origine pliocène serait l'espèce fossile Punica planchoni.
Depuis des siècles, le grenadier est aussi cultivé plus à l'ouest sur le pourtour méditerranéen et en Arabie, et plus à l'est en Afghanistan et en Inde. La plante s'est naturalisée en Afrique du Nord et dans les Balkans à partir de variétés domestiquées.
Le grenadier fait partie des plus anciennes domestications fruitières avec la vigne, le dattier, le figuier et l'olivier, comme ces derniers il se reproduit fidèlement par bouturage. Sa tolérance à de nombreux sols et climats a permis une domestication dans plusieurs régions de son habitat spontané et à plusieurs époques par des agriculteurs néolithiques sédentaires. Le grenadier domestiqué diffère de la plante sauvage par la taille de son fruit et l'épaisseur et la douceur de la pulpe juteuse qui entoure les graines.
Il serait mentionné à Jéricho il y a 6 000 ans, cultivé pendant la 3e dynastie d'Ur il y a 4 200 ans, dans la région d'Urartu il y a 2 800 ans, en Asie mineure il y a 3 400 ans, d'où les phéniciens vont diffuser sa culture en Méditerranée (Carthage vers 2900 AP, Péninsule ibérique, Grèce et Italie vers 2400 AP). Une très forte bio-diversité est observée à l'est de l'Asie, dans le Henan chinois indiquant une présence vraisemblablement aussi ancienne, vers 4000 AP.
En 1600, Olivier de Serres décrit trois sortes de grenades : douces, aigres et aigre-douces, ainsi que les méthodes de multiplication, de culture et la garde des fruits.
À la suite des grandes découvertes le grenadier est diffusé dans le Nouveau Monde, le frère franciscain espagnol Junipero Serra commence la culture de la grenade en Californie en 1769.
En 1878, Charles Joseph Tanret, docteur en pharmacie, isole des alcaloïdes à partir de l’écorce séchée de grenadier. Il les nomme pelletiérine, isopelletiérine, méthylpelletiérine et pseudopelletiérine.

## Distribution

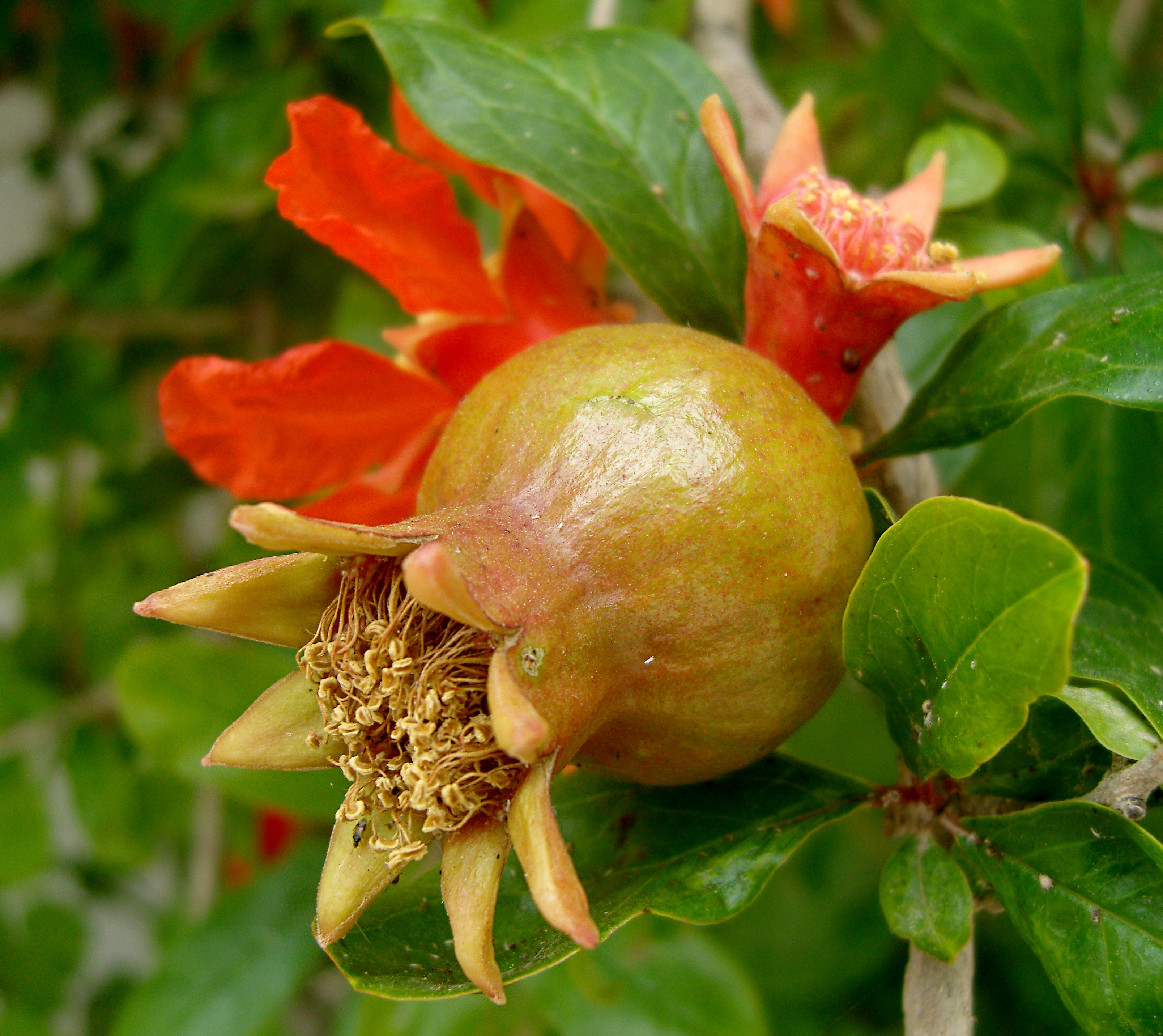
Feuilles, fleurs et fruit.

Le grenadier est cultivé dans les pays présentant un climat méditerranéen, principalement la Tunisie, la Turquie, l'Espagne, l’Égypte, le Maroc, les États-Unis, la Chine, l'Inde, l'Argentine, Israël et l'Afrique du Sud.
En Suisse le grenadier est subspontané sur des pentes sèches et rocheuses à basse altitude, dans les cantons de Genève et du Valais.
Le nom de la ville de Grenade en Espagne est associé au grenadier par une étymologie populaire, et à ce titre son fruit figure sur les armes parlantes du royaume et de la province.
En Arménie, ce « fruit du paradis » (nour) est un symbole national. Depuis toujours, la grenade y est symbole de jeunesse éternelle, de fécondité, de beauté et d'amour. On dit que le fruit contient 365 grains soit un pour chaque jour de l'année.

## Culture

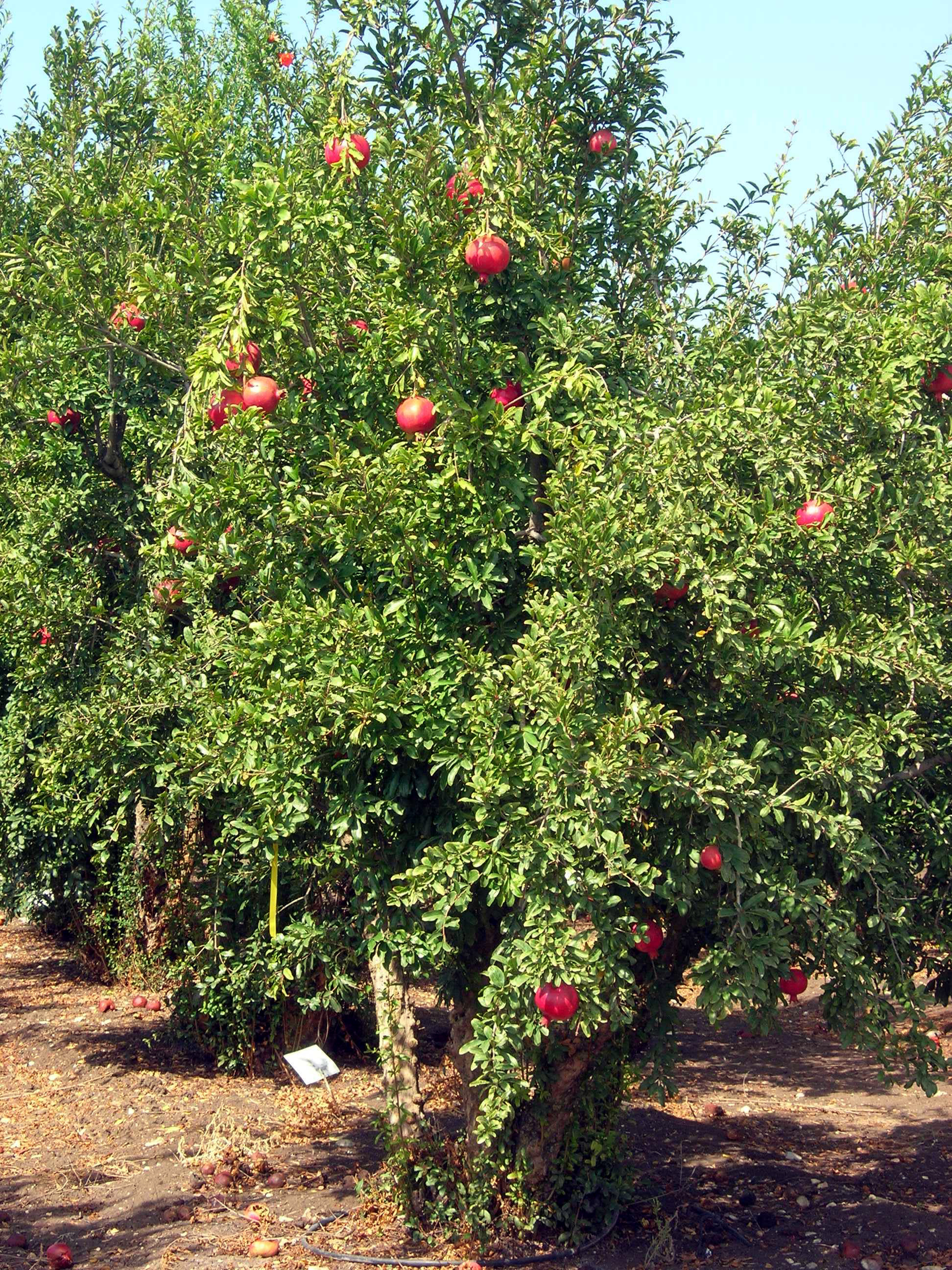
Grenadiers cultivés en Galilée en Israël.

### Arboriculture fruitière
L'espèce tolère bien les sols calcaires et salins et une légère sécheresse, qui pourra cependant affecter négativement le poids et la qualité des fruits. Elle peut supporter de courtes périodes de gel (jusqu'à −15 °C) mais préfère les climats secs. En zone humide, le grenadier a du mal à fructifier, car il a besoin de fortes chaleurs pendant toute la période de fructification, sinon il est attaqué par des maladies fongiques dont il ne se remet pas.
La fertilisation recommandée à Israël est de 200 kg/ha d'azote, 60 kg/ha de phosphore et 300 kg/ha de potassium soit un NPK de 10-3-15. Elle est à moduler selon le type de sol.
Il est recommandé de réguler l'arrosage notamment en fin de saison afin d'éviter l'éclatement des fruits (qui peut se produire par exemple après une période sèche suivie de grosses pluies). Une fois un fruit éclaté, il pourrit dès la première pluie.
La taille du grenadier consiste à éliminer les rejets qui tendent à donner à l'arbre un port buissonnant mais le plus souvent on conserve un tronc multiple de 4 à 5 tiges qu'on limite à environ 4 m de hauteur pour faciliter la récolte. Comme pour tous les arbres fruitiers, un désherbage au pied suivi d'un paillage est recommandé pour éviter la concurrence sur l'irrigation et les nutriments[réf. nécessaire].
Un arbre adulte peut produire 40 à 50 kg de fruits soit 20 à 30 tonnes par hectare.
Le fruit peut se conserver plusieurs mois entre 3 °C et 6 °C.

#### Variétés fruitières
Les grenades sont classées en 2 groupes : grenades à graines molles / grenades à graines tendres, les premières étant les plus recherchées pour la table, les secondes pour le jus. Ces 2 groupes sont subdivisés selon les qualités du jus : douceur, acidité, amertume, et selon la couleur du jus. La détermination génétique de la dureté de la graine montre qu'interviennent un grand nombre de gènes spécialement situés sur le chromosome 1, la création variétale devra donc disposer de vastes bases de données.
Il est à noter que la pollinisation de variétés douces par des variétés acides donne souvent des fruits acides (caractère dominant).
Il existe des milliers de cultivars de grenadier tels que :
- « Wonderful » (« P.G.101-2 ») : originaire de Floride, idéal pour faire du jus, très fertile, abondant en Californie.
- « Sweet » : le fruit reste un peu vert à maturité mais est très sucré. L'arbre est très ornemental, fructifie jeune et abondamment.
- « Nana » : variété naine utilisée en bonsaï.

La plus grande collection mondiale de grenadiers se situe à Garrygala au Turkmenistan où on répertorie plus de 1 100 variétés.

### Horticulture ornementale
Parmi les cultivars de P. granatum L. on note :
- Plena, rouge-foncé double
- Legrellei, rouge saumon double[22]
- Nana, naine rouge[23]

### Propagation

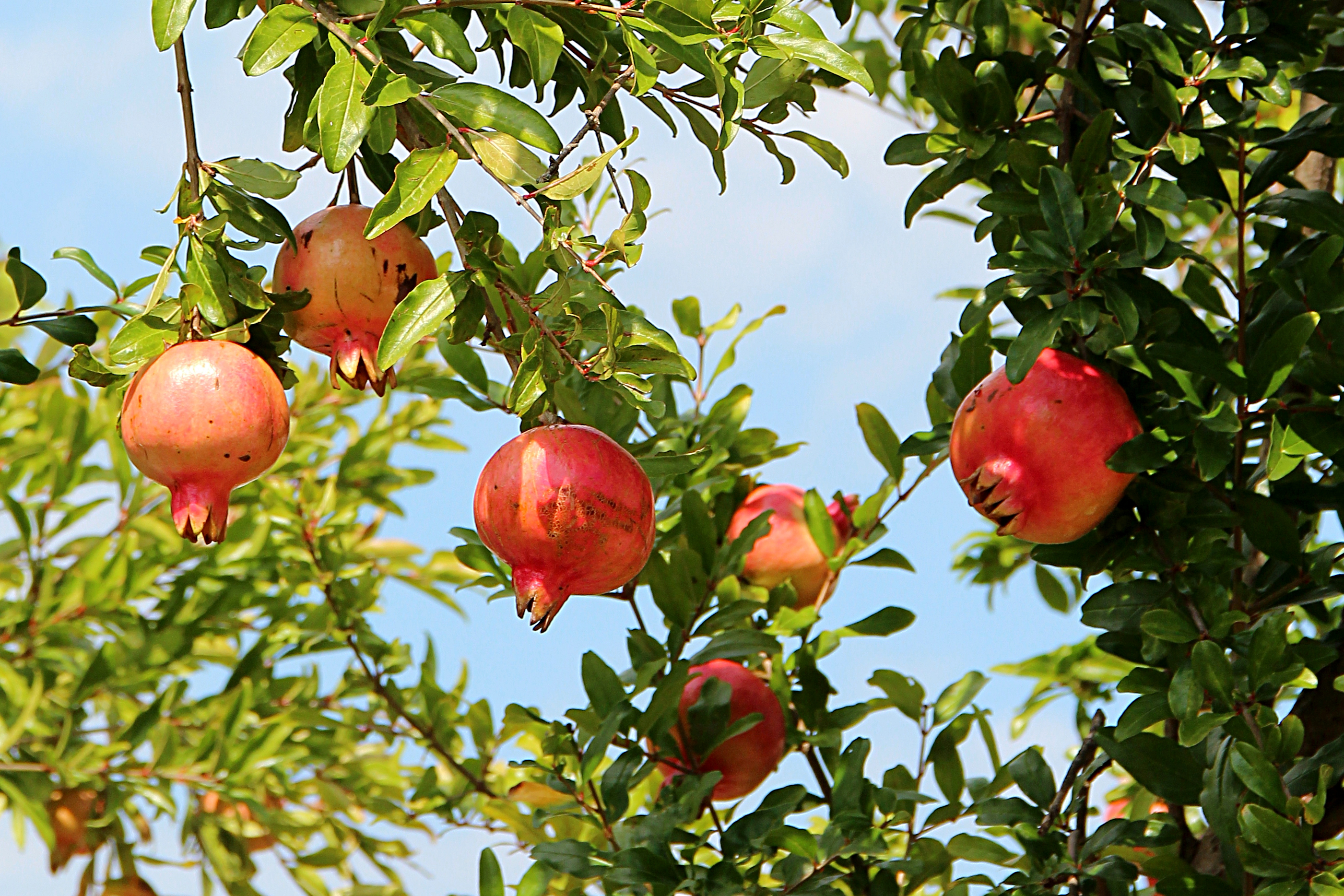
Grenadier communs poussant sur l'île de Burano (Italie).

Le grenadier ne se reproduit pas fidèlement par semis et peut se greffer (en fente de préférence) sur un grenadier franc ordinaire, ou le cultivar Punica granatum nana, ce qui a un effet nanifiant et une accélération classique de la mise à fruits[réf. nécessaire]. On peut aussi bouturer les cultivars en prélevant en hiver de jeunes rameaux semi-aoûtés d'une longueur de 30 à 40 cm. On enlève le bourgeon terminal et on enduit la base du rameau d'auxine[réf. nécessaire] puis on le plante directement en pleine terre en ne laissant dépasser que trois yeux à l'extérieur.
Il est à noter que, dans de bonnes conditions de culture, un semis peut fructifier dès l'âge de 2 ans.

### Ravageurs et maladies
Le grenadier est un arbre robuste qui ne nécessite que peu de soins mais il peut tout de même être attaqué par divers ravageurs et parasites.
Le puceron peut s'attaquer aux jeunes pousses et provoquer la fumagine.
Xylébore et zeuzère peuvent également s'attaquer au grenadier. La mouche du fruit (Ceratitis capitata) est un parasite moins courant qui ne sévit que par temps très chaud en zone méditerranéenne.
Les oiseaux sont friands des fruits murs.
Une maladie fongique (Aspergillus castaros) entraîne la pourriture de l'intérieur du fruit dont les graines deviennent noires à l'approche de la maturité. Le fruit devient alors inconsommable. Ce champignon se développe dans les zones fortement humides (laisser sécher la terre entre deux arrosages). En prévention, traiter à la bouillie bordelaise lors du débourrement au printemps[réf. nécessaire].

## Utilisation
Les fleurs fraîches du grenadier sont traditionnellement utilisées en infusion contre l'asthme. L'écorce du fruit est utilisée contre la dysenterie et l'écorce du tronc et des fruits est utilisée comme plante tinctoriale[Par qui ?].
Le narsharab est un condiment obtenu par réduction du jus utilisé du Proche Orient à l'Asie Centrale.

#### En français
- Henri Joannet, De la grenade et du grenadier, Saint-Rémy-de-Provence, Équinoxe, coll. « Carrés nature », 2009, 158 p. (ISBN 978-2-84135-580-8, ISSN 1958-0711, BNF 41466338, SUDOC 136435254).
- Claudine Rabaa, Le grenadier, le caroubier, le jujubier, le pistachier et l'arbousier, Arles, Actes Sud, coll. « Le nom de l'arbre », 2007, 92 p. (ISBN 978-2-7427-6718-2, ISSN 1272-0275, BNF 41010871, SUDOC 114533172, présentation en ligne).

#### En anglais
- (en) Augusta Caligiani, Pomegranate : chemistry, processing and health benefits, New York, Nova science publishers, coll. « Food science and technology », 2016, 249 p. (ISBN 978-1-63485-687-4, ISSN 2372-7748, BNF 45342302, présentation en ligne).
- (en) İbrahim Kahramanoğlu et Serhat Usanmaz, Pomegranate production and marketing, Boca Raton, CRC Press, 2016, 134 p. (ISBN 978-1-4987-6850-4, BNF 45086195, présentation en ligne).